# Správce souborů
Správce souborů je program pro manipulaci se soubory a adresáři (složkami). Někdy se používají termíny manažer souborů, souborový manažer nebo file manager.

## Popis
Správce souborů původně nahrazoval práci s příkazovým řádkem a příkazy operačního systému pro kopírování, přesun, mazání, spouštění souborů a pro správu disků, později se stal součástí GUI nebo i operačního systému samotného. Uživatel správce souborů používá intuitivního prostředí programu (klávesnici, např. šipky, klávesové zkratky, dále systém grafických nabídek atp.), které práci výrazně zjednodušuje a urychluje.

## Součást operačního systému
Ve starších operačních systémech se se soubory pracovalo pomocí příkazové řádky, na PC s operačním systémem MS-DOS se používaly například Norton Commander, PCTools a Xtree.
S nástupem operačních systémů s grafickým uživatelským rozhraním se staly správci souborů jejich standardní součástí. Microsoft Windows obsahuje aplikaci Průzkumník (Windows Explorer), v starších verzích Správce souborů (File Manager). Na počítačích Apple se systémem macOS se správce nazývá Finder.

## Software třetích stran
Na Microsoft Windows se v ČR používá nejčastěji Total Commander nebo Altap Salamander. V operačních systémech unixového typu, jako je například Linux, se používají správci souborů jako Krusader, Gentoo a Midnight Commander.
Užití slova Commander („velitel“) v názvech odkazuje na dvoupanelovou koncepci oblíbeného programu z dob MS-DOS Norton Commander. Někdy se pro ně užívá označení ortodoxní správce souborů.